# Francofonía (película)
Francofonía es una película dramática de 2015 coproducida internacionalmente y dirigida por Alexander Sokurov. Se proyectó en la sección de competencia principal del 72.º Festival Internacional de Cine de Venecia y en la sección Masters del Festival Internacional de Cine de Toronto de 2015. La película ganó el premio Mimmo Rotella en Venecia. Variety lo definió como una "meditación densa y enriquecedora sobre el Louvre y específicamente (pero no exclusivamente) el estado del museo durante la Segunda Guerra Mundial ".

## Reparto
- Louis-Do de Lencquesaing como Jacques Jaujard
- Vincent Nemeth como Napoleón Bonaparte
- Benjamin Utzerath como Franz von Wolff-Metternich
- Johanna Korthals Altes como Marianne

## Recepción

### Respuesta de la crítica
Francofonia tiene un índice de aprobación del 87% en el sitio web del agregador de reseñas Rotten Tomatoes, basado en 75 reseñas, y una calificación promedio de 6.90/10. También tiene una puntuación de 71 sobre 100 en Metacritic, basada en 25 críticos, lo que indica "críticas generalmente favorables".